# Franco Manfroi
Franco Manfroi (né le 11 juin 1939 à Canale d'Agordo et mort le 12 octobre 2005 à Belluno) est un ancien skieur de fond italien.

## Palmarès

### Jeux olympiques
| Épreuve / Édition | Innsbruck 1964 | Grenoble 1968 |
| 15 km             |                | 32e           |
| 30 km             |                | 25e           |
| 50 km             | 19e            |               |

### Championnats du monde
| Épreuve / Édition | Oslo 1966 |
| 4 × 10 km         | Bronze    |